# Tabanus argentisignatus
Tabanus argentisignatus är en tvåvingeart som beskrevs av Schuurmans Stekhoven 1926. Tabanus argentisignatus ingår i släktet Tabanus och familjen bromsar. Inga underarter finns listade i Catalogue of Life.